# Zacco koreanus
 Zacco koreanus és una espècie de peix cipriniforme de la família dels ciprínids.